# Virginia Wade
Sarah Virginia Wade (* 10. Juli 1945 in Bournemouth, England) ist eine ehemalige britische Tennisspielerin. Sie gewann 1977 den Titel im Dameneinzel von Wimbledon.

## Karriere
Aufgewachsen in Südafrika galt sie früh als größtes Talent des britischen Tennissports seit Jahrzehnten. Sie gewann insgesamt sieben Grand-Slam-Titel, davon drei im Einzel. 1968 erfüllte sie erstmals die in sie gesetzten Erwartungen, als sie die US Open gewann. Doch durch die Niederlage 1969 in Wimbledon gegen Ann Jones blieb sie die Nummer zwei in Großbritannien.
Die Krönung ihrer Laufbahn war der Gewinn des Einzeltitels in Wimbledon im Jahr 1977, als sie dort im Finale Betty Stöve schlug. In Großbritannien war dieser Sieg auch aufgrund des 25-jährigen Thronjubiläums von Königin Elisabeth II. in jenem Jahr sehr bedeutend. Im selben Jahr wurde sie zur BBC Sports Personality of the Year, Sportlerin des Jahres in Großbritannien, gewählt.
1989 wurde Virginia Wade in die Hall of Fame des Tennissports aufgenommen. Heute ist sie Kommentatorin für die BBC.